# Comuna de Łużna
Łużna (polaco: Gmina Łużna) é uma gminy (comuna) na Polónia, na voivodia de Pequena Polónia e no condado de Gorlicki. A sede do condado é a cidade de Łużna.
De acordo com os censos de 2004, a comuna tem 8153 habitantes, com uma densidade 145 hab/km².

## Área
Estende-se por uma área de 56,24 km², incluindo:
- área agrícola: 71%
- área florestal: 20%

## Demografia
Dados de 30 de Junho 2004:
|                      | Total   | Total | Mulheres | Mulheres | Homens  | Homens |
| -------------------- | ------- | ----- | -------- | -------- | ------- | ------ |
|                      | pessoas | %     | pessoas  | %        | pessoas | %      |
| População            | 8153    | 100   | 4065     | 49,9     | 4088    | 50,1   |
| Densidade (pop./km²) | 145     | 100   | 72,3     | 72,3     | 72,7    | 72,7   |

De acordo com dados de 2002, o rendimento médio per capita ascendia a 1328,24 zł.

## Subdivisões
- Biesna, Łużna, Mszanka, Szalowa, Wola Łużańska.

## Comunas vizinhas
- Bobowa, Gorlice, Grybów, Moszczenica